# (8240) Matisse
(8240) Matisse est un astéroïde de la ceinture principale.

## Description
(8240) Matisse est un astéroïde de la ceinture principale. Il fut découvert par Cornelis Johannes van Houten, Ingrid van Houten-Groeneveld et Tom Gehrels le 29 septembre 1973 à l'observatoire Palomar. Il présente une orbite caractérisée par un demi-grand axe de 2,465 UA, une excentricité de 0,143 et une inclinaison de 4,144° par rapport à l'écliptique.
Il fut nommé en hommage au peintre français Henri Matisse (1869-1954).